# Netomocera nearctica
Netomocera nearctica är en stekelart som beskrevs av Yoshimoto 1977. Netomocera nearctica ingår i släktet Netomocera och familjen puppglanssteklar. Inga underarter finns listade i Catalogue of Life.